# 羽田エクセルホテル東急
羽田エクセルホテル東急（はねだエクセルホテルとうきゅう、英: Haneda Excel Hotel Tokyu）は、東京都大田区羽田空港にあるホテル。東急ホテルズの1つである。

## 概要
2004年（平成16年）9月30日に閉館した羽田東急ホテルの後継ホテルとして、2004年（平成16年）12月1日、東京国際空港（羽田空港）の第2旅客ターミナルビル供用開始と同時にターミナル内に開業した地上7階建てのエアポートホテル。スイートルーム2室を含む全387室は高速インターネット接続無料。